# Championnats du monde d'haltérophilie 1969
Navigation
Édition précédente Édition suivante
Les championnats du monde d'haltérophilie 1969, 43e édition, ont eu lieu en Pologne, à Varsovie du 20 septembre 1969 au 28 septembre 1969.

## Palmarès

### Hommes
| Catégorie | Or                                     | Argent                              | Bronze                              |
| --------- | -------------------------------------- | ----------------------------------- | ----------------------------------- |
| - 52 kg   | Vladislav Kritchinine Union soviétique | Vladimir Smetanine Union soviétique | Walter Szołtysek Pologne            |
| – 56 kg   | Mohammad Nassiri Iran                  | Atanas Kirov Bulgarie               | Hiroshi Ono Japon                   |
| – 60 kg   | Yoshiyuki Miyake Japon                 | Mladen Kuchev Bulgarie              | Dito Shanidze Union soviétique      |
| – 67,5 kg | Waldemar Baszanowski Pologne           | János Bagócs Hongrie                | Zbigniew Kaczmarek Pologne          |
| – 75 kg   | Viktor Kurentsov Union soviétique      | Gábor Szarvas Hongrie               | Juhani Mursu Finlande               |
| – 82,5 kg | Masashi Ohuchi Japon                   | Károly Bakos Hongrie                | Boris Selitsky Union soviétique     |
| – 90 kg   | Kaarlo Kangasniemi Finlande            | Bo Johansson Suède                  | Géza Tóth Hongrie                   |
| - 110 kg  | Robert Bednarski États-Unis            | Jaan Talts Union soviétique         | Kauko Kangasniemi Finlande          |
| + 110 kg  | Joseph Dube États-Unis                 | Serge Reding Belgique               | Stanislav Batishev Union soviétique |

## Tableau des médailles
| Rang | Nation           | Or | Argent | Bronze | Total |
| ---- | ---------------- | -- | ------ | ------ | ----- |
| 1    | Union soviétique | 2  | 2      | 3      | 7     |
| 2    | Japon            | 2  | 0      | 1      | 3     |
| 3    | États-Unis       | 2  | 0      | 0      | 2     |
| 4    | Pologne          | 1  | 0      | 2      | 3     |
| 4    | Finlande         | 1  | 0      | 2      | 3     |
| 6    | Iran             | 1  | 0      | 0      | 1     |
| 7    | Hongrie          | 0  | 3      | 1      | 4     |
| 8    | Bulgarie         | 0  | 2      | 0      | 2     |
| 9    | Suède            | 0  | 1      | 0      | 1     |
| 9    | Belgique         | 0  | 1      | 0      | 1     |